# Will (bande dessinée)
Pour les articles homonymes, voir Will.
Will est une série de bande dessinée humoristique créée par Guillaume Bianco (dessin et scénario) et mise en couleurs par Barbara Bargiggia et Cecilia Giumento. Créée dans le mensuel Lanfeust Mag, elle a fait l'objet de quatre albums chez  Soleil entre 2003 et 2006.
Structurée sous forme d'autobiographie loufoque, Guillaume Bianco y raconte des tranches de vie en une planche.

## Albums
- Will, Soleil, coll. « Start » :

1. Y a des jours comme ça !, janvier 2003  (ISBN 2-84565-446-4).
2. Si vous croyez que c'est facile !, octobre 2003  (ISBN 2-84565-636-X).
3. Et vous trouvez ça drôle ?, février 2005  (ISBN 2-84946-089-3).
4. C'est vous qui voyez…, avril 2006  (ISBN 2-84946-428-7).

- Will : Serial Loser, Bamboo, 2020  (ISBN 978-2-8189-7619-7). Compilation de planches issues des trois premiers volumes.